# Peace, Love and Pitbulls
Peace, Love and Pitbulls (1992-1997) var ett svensk/nederländskt industrirockband, startat av Joakim Thåström.

## Historia
Peace, Love and Pitbulls, eller PLP som de oftast förkortas, bildades 1992 av den svenske rockmusikern Joakim Thåström och Peter Lööf i Amsterdam. Thåström hade tröttnat på kändisskapet i Sverige och ville göra något helt annorlunda. Han hade blivit inspirerad av det tyska bandet Einstürzende Neubauten och den svenska gruppen Entombed som just fått sitt genombrott. Så han flyttade till Amsterdam och bytte sina svenska ord mot engelska. Det blev tre skivor med Peace, Love and Pitbulls innan de splittrades 1997. I Sverige fick de aldrig något genombrott, men blev relativt stora i övriga Europa, bland annat Frankrike. Videon Be my TV låg på första plats 17 veckor i programmet 120 minutes på MTV.

## Medlemmar
- Joakim Thåström – sång, sampling (1992–1997)
- Hell (Niklas Hellberg) – sampling, keyboards, programmering (1992– 1997, var ej med på sista turnén)
- Richard Sporrong – gitarr, basgitarr, synthesizer (1992–1997)
- Peter Lööf – gitarr (1992–1993)
- Peter Puders – feedback[förtydliga], gitarr (1994–1995)
- Mikael Wikman – trummor (1995–1996, endast på sista skivan)
- Peter Damin – trummor (1997, endast på sista turnén)
- Anders Wikström – gitarr (1997, endast på sista turnén)

## Diskografi
Peace, Love and Pitbulls släppte tre fullängdsalbum, sju singlar och en EP under sina fem år som aktiva.
Studioalbum
- 1992 – Peace, Love & Pitbulls (släpptes i internationell version 1993)
- 1994 – Red Sonic Underwear
- 1997 – 3

EP
- 1993 – Hitch Hike to Mars (Do the Monkey) (12" vinyl)
- 1994 – Animals
- 1995 – Das neue Konzept
- 1997 – Kemikal

Singlar
- 1992 – "(I'm the) Radio King Kong" (maxi-singel: Peace, Love and Pitbulls / Thåström)
- 1992 – "Be My TV" (maxi-singel)
- 1993 - "Reverberation Nation" (maxi-singel)
- 1997 – "Caveman" (maxi-singel)

Samlingsalbum
- 2007 – War In My Livingroom 92-97

Video
- 1992 – (I'm the) Radio King Kong
- 1992 – Be My TV (Filmad och Producerad av G Petersen & G Lund)
- 1994 – Animals
- 1994 – Das neue Konzept
- 1997 – Caveman
- 1997 – Kemikal